# Margareta de Burgundia, Delfină a Franței

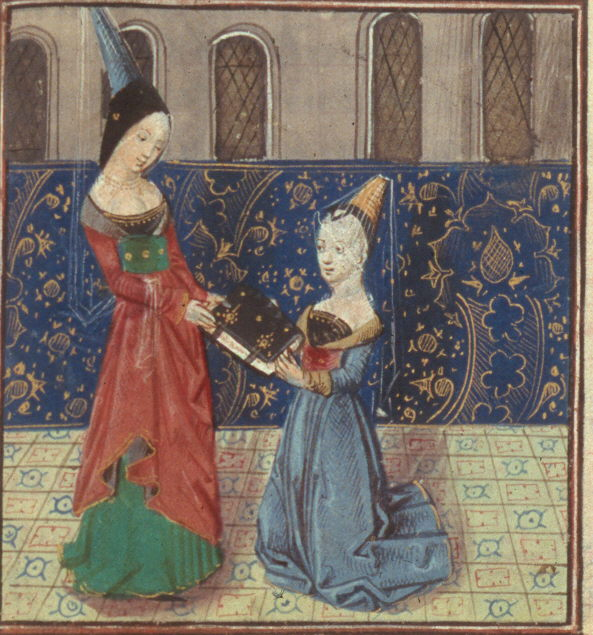
Christine de Pizan prezintă cartea ei Margaretei de Burgundia

Margareta de Burgundia (1393– februarie 1442) a fost fiica lui Ioan Fără Frică și a Margaretei de Bavaria. Bunicii materni au fost Albert I, Duce de Bavaria și Margaret de Brieg.
A fost logodită la vârsta de doi ani cu Delfinul Charles (1392–1401), fiul regelui Carol al VI-lea al Franței însă Delfinul a murit la vârsta de nouă ani iar Margareta s-a căsătorit în 1412 cu fratele lui mai mic, Delfinul Louis. Rămasă văduvă în 1415, la vârsta de 21 de ani, ea s-a recăsătorit cu Arthur al III-lea, Duce de Bretania la 10 octombrie 1423, la Dijon. Nu a avut copii. 